# Barasanes
Els barasanes són els membres d'un grup ètnic de la regió del Riu Vaupés de l'alta Amazònia a Colòmbia i Brasil que tenen com a llengua pròpia el barasana.

## Situació geogràfica

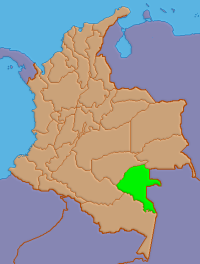
Regió del Vaupés, Colòmbia

El poble es divideix entre els barasana del sud i els del nord i, la zona més habitada, és el “Gran Resguardo Oriental del Vaupés” el qual està format per 18 pobles La capital i el centre administratiu del Vaupés és Mitú situat a la part sud-oriental de Colòmbia i sobre la frontera amb el Brasil Es tracta d'una regió formada majoritàriament per selva humida tropical que se situa entre els 180 i 220 metres sobre el nivell del mar, arribant fins a punts de 300 metres

## Demografia
El cens del Departament Administratiu Nacional d'Estadística (DANE) de l'any 2005 registrà 351 persones que s'autoreconeixien com a part del poble barasana dels quals el 50,4% eren homes (177 persones) i el 49,5% dones (174 persones). Una mica menys de la meitat de la població està repartida entre els departaments del Vaupés, el d'Amazones i el Valle del Cauce mentre que la resta viu en zones urbanes (DANE, 2005).

## Història
El poble barasana (com molts altres pobles indígenes) es va veure afectat per l'explotació dels caucheros la qual suposà el contagi de noves malalties, la crema de maloques i l'abús de les dones indígenes per part d'aquests, així com l'explotació dels indígenes com a mà d'obra. Arran d'aquest conflicte els barasanes es van desplaçar dels rius principals a altres de més amagats i, fins als anys 60, es van mantenir relativament aïllats del control dels missioners. Això es devia també a la seva mala reputació, que mantenia als blancs allunyats; se’ls veia com agressius, perillosos i guerrers degut a un conflicte que tingueren amb els balateros1 durant els anys 30 el qual resultà amb la mort de diversos dels treballadors. El motiu d'aquest conflicte però, fou fruit de la desesperació dels indígenes davant l'explotació i la crueltat amb què eren tractats, així doncs per a molts, aquella lluita és vista com un signe de resistència. Finalment els catòlics es van establir a la zona entre el 1965 i el 1968 i, als anys 70 arribaren els colons a causa del boom de l'extracció de la fulla de coca pel narcotràfic així com l'explotació d'or o el tràfic de pells. Com és evident, tots aquests esdeveniments afectaren fortament a la comunitat barasana i el seu entorn. No és fins a l'any 1991 que Colòmbia es converteix en territori pluriètnic i multicultural de tal manera que la gent del Pirá té dret al seu territori provocant la sortida dels missioners catòlics

## Llengua
El barasana (o banera vae, barasano, janena) forma part de la família del tukano oriental.

## Sistema econòmic

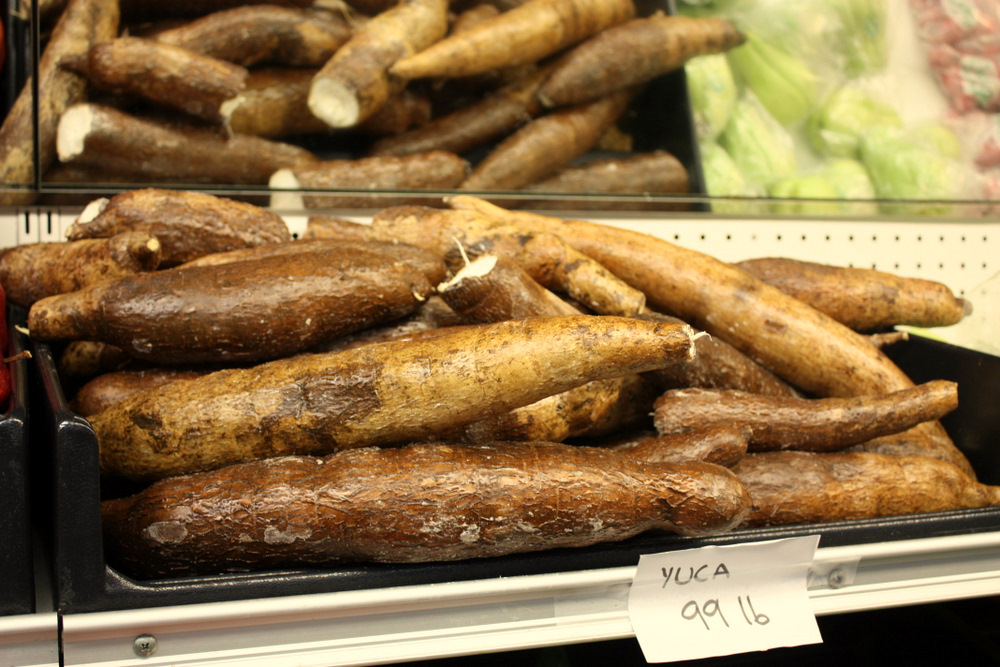
La iuca, essencial en l'organització dels barasanes.

La subsistència dels barasana es basa en la caça, la pesca i la recol·lecció de la qual obtenen cucs, formigues i fruits silvestres. De fet, una part essencial de la seva dieta prové dels insectes i, per això, es dedica molt temps a la seva recol·lecció. La seva economia es basa en l'horticultura on utilitzen el sistema tradicional de “tala y quema”. Duen a terme un cultiu extensiu de iuca amarga i els derivats d'aquesta constitueixen la font d'aliment diària. Altres cultius són el blat de moro, la carabassa, el plàtan i la canya de sucre. Els aliments adquirits durant la recol·lecció, juntament amb el peix i la carn, són elements d'intercanvi cerimonial i molts dels fruits comestibles tenen un gran significat ritual. En l'última dècada els barasana també han participat en la pesca comercial (Arango; Sánchez, 2004) i no de manera casual, ja que són pescadors experts coneixedors d'una gran quantitat de tècniques pesqueres. Pel que fa a la caça, les mones llanoses (Lagothrix) i els pècaris de collar (Tayassu tajacu) són els animals de caça més apreciats, tot i que la majoria de preses són rosegadors o aus.
El grup que habita una maloca és una unitat pràcticament autosuficient i dividida, en dues formes: segons les unitats familiars productives i segons el gènere. La majoria de productes de la societat es podrien produir en la maloca (tabac, ceràmica, armes, canoes, pintura vermella, etc.).
El cicle diari està governat pel Sol, el temps està estructurat per les activitats de la comunitat de la maloca. Les activitats productives diàries, més regulars i de major importància són, per un costat, la producció de iuca i la preparació del menjar per les dones, i per l'altre costat, la caça o la pesca i la producció de coca pels homes.
La doble naturalesa de l'individu i la separació dels sexes en el ritual del cicle de la vida reflecteix la doble naturalesa de la comunitat de la maloca, una unitat basada en relacions de descendència i matrimoni. S'expressa en dos processos: el creixement acumulatiu del grup de descendència local i els moviments de les dones entre les diverses comunitats de malocas.

## Organització social i política
Pel que fa a l'estructura social de la població del Pirá-Piraná, la descendència és patrilineal; la residència és patrilocal; i el matrimoni virilocal.
L'exogàmia opera com a resultat de les lleis de descendència, ja que quan hi ha descendència comú s'exclou del matrimoni. L'estructura interna dels grups de descendència és jeràrquica.
A l'estructura social de la gent del Riu Vaupés se li incorporen dos tipus de característiques: la jerarquia i la igualtat, per un costat, i, per l'altra, l'autonomia simultània del grup de cada maloca i la seva dependència del funcionament de categories socials més àmplies. Aquest model de societat reprodueix el caràcter d'"extrems oberts” i sense fronteres físiques de les societats del Pirá-Paraná.
El grup d'un maloca té com a nucli un grup de descendència local; no obstant, les comunitats de les malocas canvien de forma permanent. A més, els indígenes del Riu Vaupés visiten freqüentment a les comunitats d'altres malocas i no és fàcil saber si es considera a aquelles persones com a residents temporals o com a visitants a curt o a llarg termini.

## Cosmologia
Els rituals dels barasana giren principalment entorn el Yuruparí o les també anomenades flautes secretes. Els rituals i les creences relacionades amb les flautes i trompetes sagrades són l'expressió més important de la vida religiosa dels barasana, ja que d'aquestes se’n desprenen els altres rituals que simbolitzen etapes importants en la vida de les persones com el naixement, l'adolescència, el matrimoni i la mort. Els Yuruparí són de vital importància en les celebracions i estan acompanyades de cants, danses i substàncies al·lucinògenes. L'instrument està al centre de la vida i pensament de la gent del Pirá i, segons Hugh-Jones, seria gairebé impossible entendre qualsevol aspecte de la seva cultura sense fer referència a aquest. Dos rituals centrals són el de la Casa He i el de la Casa de Frutos. El primer és molt més rellevant i extens que l'altre i es du a terme durant tres dies i tres nits.
El mite entre els barasana relaciona la seva vida quotidiana amb el món dels herois i éssers de la naturalesa utilitzant una simbologia altament sexualitzada. En destaca el culte de Yuruparí; un culte secret masculí que se centra en l'ús d'instruments musicals que les dones i nens no poden veure. És en els rituals d'iniciació on els iniciats veuen per primera vegada els instruments. Malgrat l'aparent exclusió de les dones en aquest culte, moltes d'aquestes tenen coneixement sobre aquest però l'han d'amagar, ja que es tracta d'un àmbit masculí.